# Virus Junin
Virus Junin hoặc vi rút Junín là một loại virut gây ra sốt xuất huyết ở Arghentina (AHF). Loại virus này lấy tên từ thành phố Junín, nơi mà những ca nhiễm bệnh đầu tiên được báo cáo vào năm 1958.

## Hình thái học và cấu trúc bộ gen
Virus Junin  là một cảm giác tiêu cực ssRNA bao phủ virion với đường kính thay đổi từ 50 đến 300 nm. Bề mặt của hạt bao gồm một lớp các glycoprotein hình chữ T, mỗi lớp mở rộng đến 10 nm bên ngoài vỏ, điều này quan trọng trong việc gắn kết sự gắn vào và đưa vào tế bào chủ.
Bộ gen virus Junin bao gồm hai phân tử RNA đơn sợi, mỗi phân tử mã hóa hai gen khác nhau trong một định hướng ambisense. Hai phân đoạn được gọi là 'short (S)' và 'long (L)' do chiều dài tương ứng của chúng. Đoạn ngắn (khoảng 3400 nucleotide chiều dài) mã hoá protein nucleocapsid và tiền chất glycoprotein (GPC). GPC sau đó được tách ra để tạo thành hai glycoprotein virus, GP1 và GP2, tạo nên hình dạng glycoprotein hình chữ T, kéo dài ra khỏi vỏ virus.. Đoạn dài (khoảng 7200 nucleotide chiều dài) mã hoá các polymerase virus và một protein kẽm-ràng buộc. Siêu vi khuẩn lây lan qua loài gặm nhấm.

## Dịch tễ học và bệnh tật
Một thành viên của chi Arenavirus, virus Junin đặc trưng gây ra bệnh sốt xuất huyết ở Argentina (AHF). AHF dẫn đến sự kết hợp nghiêm trọng của hệ thống thần kinh và hệ miễn dịch, có tỷ lệ tử vong từ 20 đến 30%. Các triệu chứng của bệnh là viêm kết mạc, purpura, petechia và đôi khi nhiễm trùng. Các triệu chứng của bệnh có thể gây nhầm lẫn; tình trạng này có thể bị nhầm lẫn với một bệnh khác, đặc biệt là trong tuần đầu tiên khi nó có thể giống với bệnh cúm.
Kể từ khi phát hiện virus Junin năm 1958, sự phân bố địa lý của mầm bệnh, mặc dù vẫn còn hạn chế ở Argentina, đã được mở rộng. Vào thời điểm phát hiện, virus Junin đã bị giới hạn ở một diện tích khoảng 15.000 km². Vào đầu năm 2000, khu vực có các ca bệnh được báo cáo tăng lên khoảng 150.000 km². Các ký chủ tự nhiên của virus Junin là loài gặm nhấm, đặc biệt Mus musculus, Calomys spp. và Azarae Akodon. Việc lây truyền trực tiếp từ người sang người chỉ xảy ra khi một người tiếp xúc trực tiếp với phân của động vật gặm nhấm bị nhiễm; điều này có thể xảy ra do ăn phải thức ăn hoặc nước bị ô nhiễm, hít phải các hạt trong nước tiểu hoặc tiếp xúc trực tiếp với vết thương hở với phân chuột.

## Sự phòng ngừa và kiểm soát
Một loại thuốc chủng mới điều tra được tìm thấy ở Hoa Kỳ đã được phát triển tại Viện Nghiên cứu Y khoa Quân đội Mỹ (USAMRIID) tại Ft. Detrick, MD trong những năm 1980 đã cho thấy là an toàn, dung nạp tốt và hiệu quả trong việc làm giảm tỷ lệ tử vong và bệnh suất do AHF.